# Побережжя (регіон)
Побережжя — історико-етнографічний район, що сформувався у XVIII столітті в Південно-Східному Поділлі між річками Дністер, Мурафа, Ягорлик і Південний Буг, на межі Степу й Лісостепу, у придністровській етноконтактній зоні порубіжжя України з Румунією і Молдовою. Відділене від основної частини Поділля річкою Мурафою, Побережжя займало південну частину Брацлавського воєводства та згодом Подільської губернії. У сучасних адміністративних межах охоплює південь Вінницької області й північ Одеської області України.
За часів Речі Посполитої Побережжя доходило до татарських кордонів та було важливим військовим фронтиром, що прикривав польсько-литовську державу від турок, татар та до певної міри волохів. Північна частина Побережжя належала родині Потоцьких з осідком у Тульчині, а південна частина була під владою родини Конецпольських з осідком у Конецполі (нині Саврань). Наприкінці XVIII століття землі Південно-Східного Поділля до впадіння річки Ягорлик у Дністер належали Любомирським і мали назву «Побережжя Дністра».
Історичним і економічним центром Побережжя у XVII й у першій половині XVIII століття було містечко Ямпіль, зокрема завдяки переправі на Дністрі та своєму значенню як хлібної пристані, що зберігалося до прокладення Південно-Західної залізниці у XIX столітті. Через часті гайдамацькі повстання у XVIII столітті в польській мові був відомий вислів «як на Побережжі» (пол. „jak na Pobereżu“), що мало означати край, відданий на поталу сваволі та розбійництву. У другій половині XIX століття місцева територія зазнала значних змін, зокрема в результаті розвитку цукрової промисловості.

## Географічні межі
У джерелах XIX століття містяться такі визначення Побережжя:
- частина південно-східної зони Поділля на берегах Дністра від Тульчина до Конецполя, нині Саврані (за Олександром Пшездзецьким[10][11]);

- місцевість між річками Мурахвою (Мурафою) та Кодимою, Бугом та Дністром (за Павлом Чубинським[12][13]);

- смуга вздовж течії Дністра, приблизно від Могилева до гирла річки Ягорлик (за Катериною Мельник-Антонович[14]);

- побережжя Дністра до вододілу з Бугом, включно з басейнами Русави, Марківки та Кам'янки (за анонімним автором[15][13]).

Олександр Пшездзецький виділяв північно-західну частину Побережжя (від Могилева і Ямполя до Тульчина й Теплика до Уманщини), що раніше належала Потоцьким, та решту краю (від Кам'янки й Рашкова до Балти й Конецполя), що належала Конецпольським.
Микола Крикун на основі джерел кінця XVIII століття робив висновок, що термін Побережжя охоплював землі, розташовані в басейнах Дохни, Савранки, Кодими, усіх «брацлавських» приток Дністра, — простір між Мурафою, Бугом, Кодимою, Ягорликом і Дністром, північні рубежі якого підходили близько до лінії містечок Джурин — Тульчин — Тростянець.

## Адміністративна належність
Адміністративно землі Побережжя входили до складу таких утворень:
- Брацлавське воєводство (його південна частина[18]) у складі Великого князівства Литовського (з другої половини XV століття) та Речі Посполитої (з 1569 року)[19];
- Брацлавський полк та Могилівський полк (він же Подільський або Подністрянський) у складі української держави (у XVII—XVIII століттях)[20];
- Брацлавське намісництво (1793—1796) та Подільська губернія (1796—1917) у складі Російської імперії[14].

Михайло Грушевський, пропонуючи новий поділ України на землі в грудні 1917 року, виділяв Побережжя (Побережже) із центром у Балті як одну з 30 майбутніх земель, використовуючи назву Побережже як паралельну з назвою Подністров'я. У березні 1918 року Українська Центральна Рада прийняла «Закон про поділ України на землі», який передбачав створення землі Подністров'я із центром у Могилеві, втім новий поділ був невдовзі скасований після приходу до влади Павла Скоропадського.

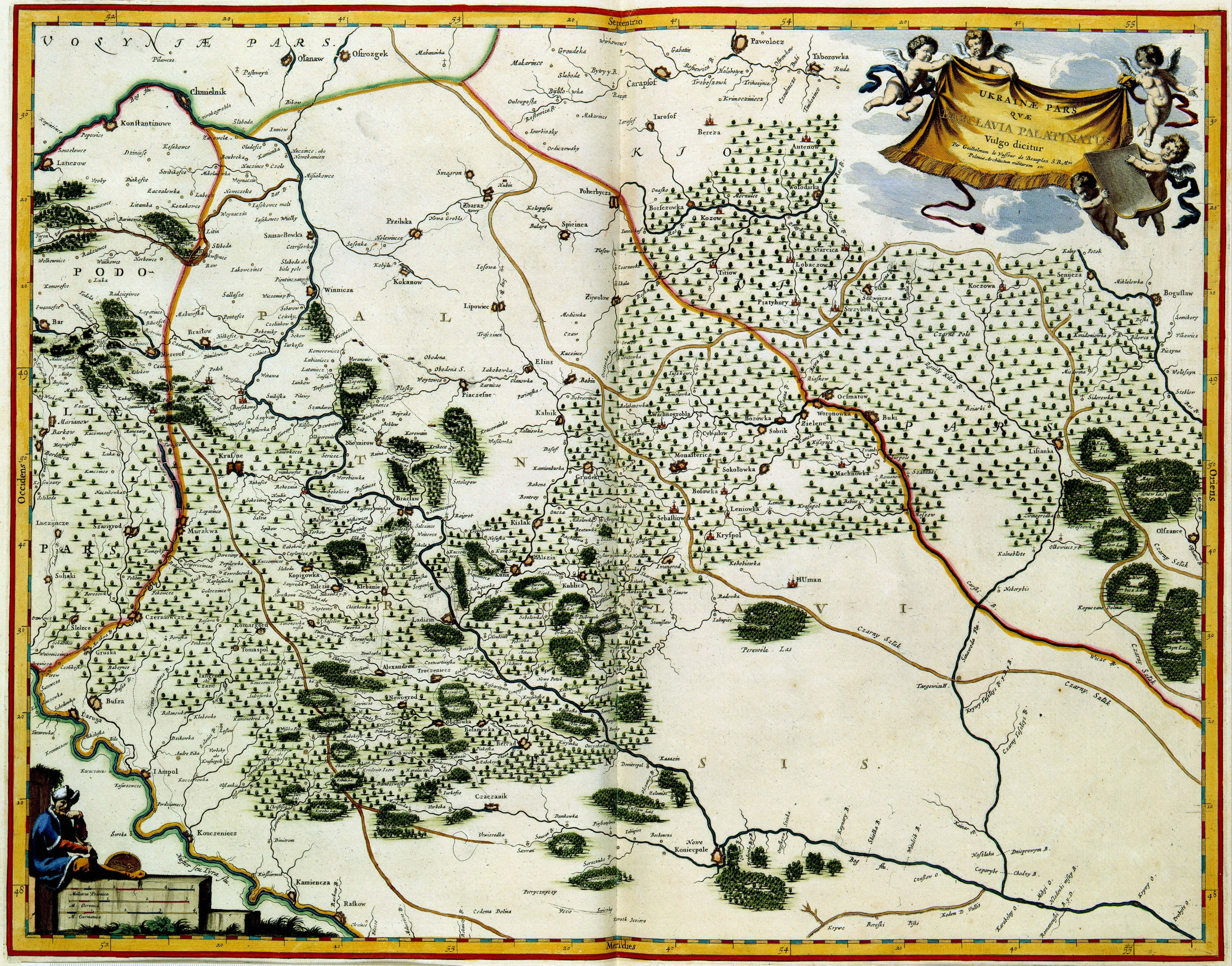
Карта Брацлавського воєводства (XVII ст.)
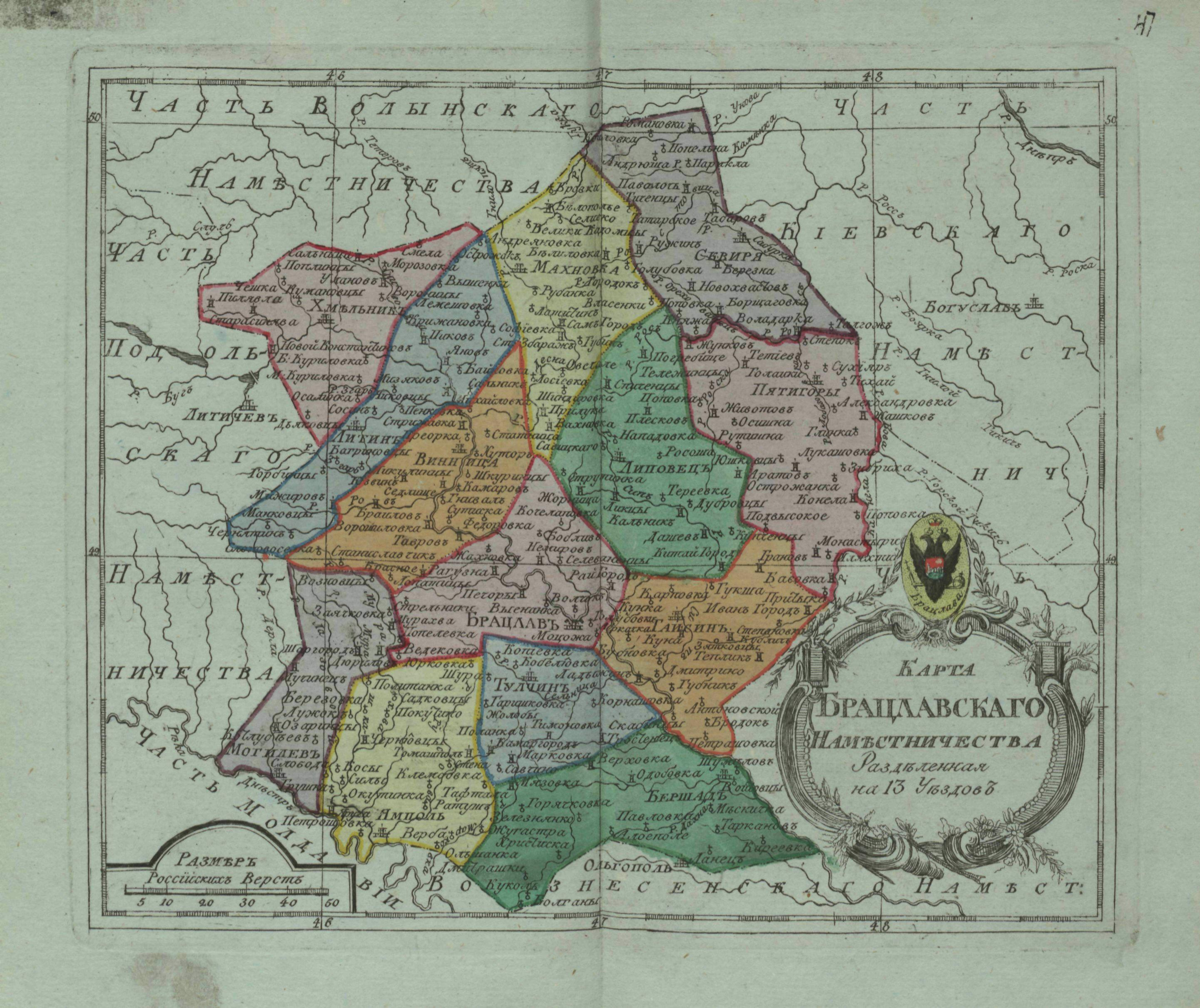
Карта Брацлавського намісництва (1796)
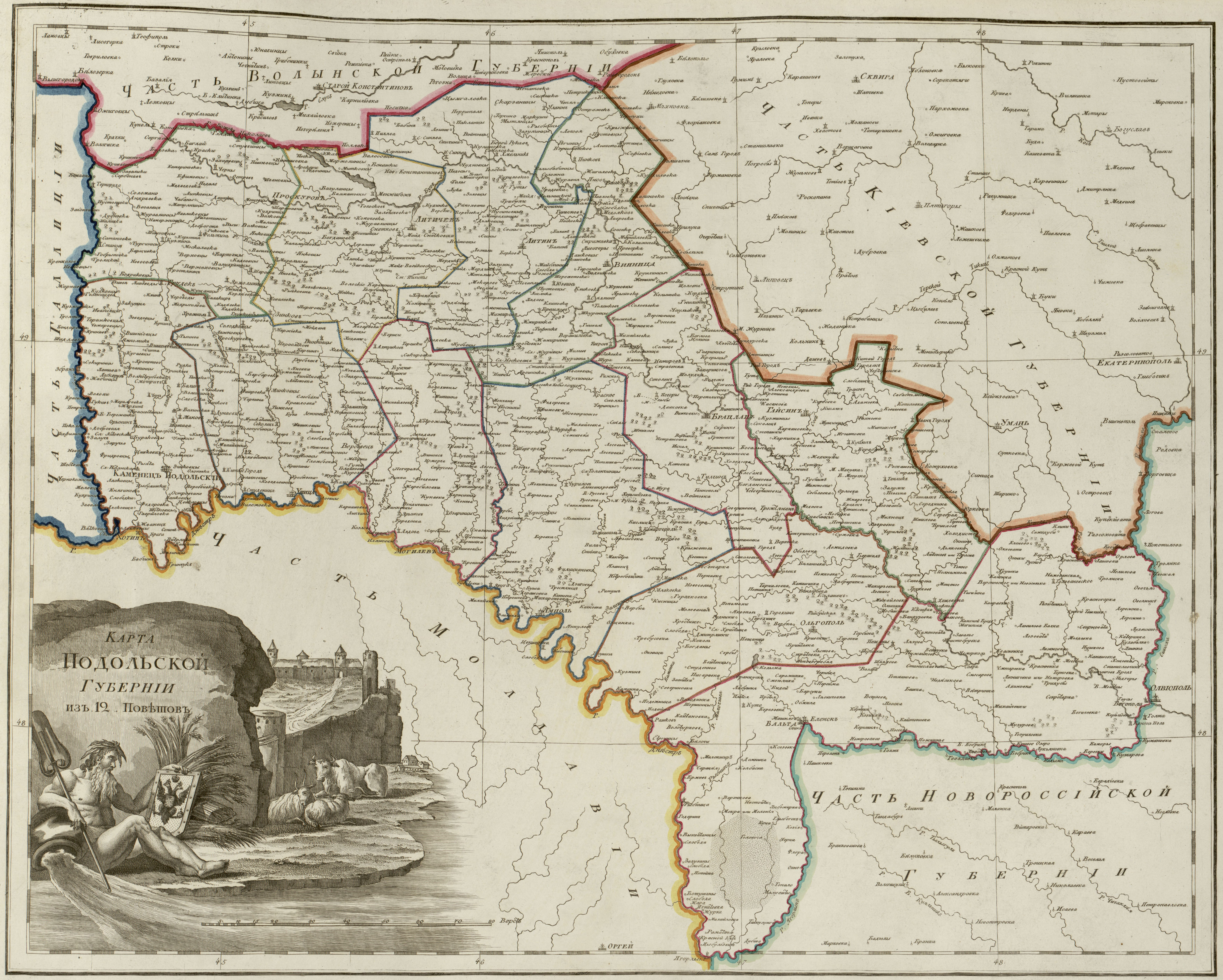
Карта Подільської губернії (1800)
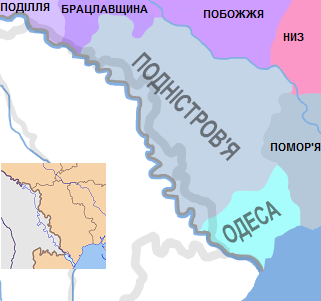
Земля Подністров'я на карті УНР (1918)

## Адміністративні межі
У Брацлавському воєводстві періоду Речі Посполитої, за даними хронікальних записів 1761 року, до Побережжя належали ключі Краснянський, М'ястківський, Рашківський, Чечельницький, Савранський, Юзефґродський (Балтський), Томашпільський, Цекинівський, Ягорлицький і Шаргородський (останній знаходився в Подільському та Брацлавському воєводствах). За даними візитацій уніатських парафій 1782—1784 років, «поберезькою» була територія Чечельницького, Бершадського, Комаргородського, Ярузького, Юзефґродського й Рашківського деканатів.
У 1797 році під час продажу «Поберезьких маєтків» (маєтку «Побережжя») князя О. Любомирського до його складу входили 14 ключів (Чечельницький, Попелюський, Піщанський, Савранський, Конецпольський, Юзефградський, Ракулівський, Крутянський, Нестоїтський, Чорнянський, Ягорлицький, Рибницький, Рашківський, Цекинівський), у яких знаходилося 187 населених пунктів.
У Подільській губернії в складі Російської імперії протягом XIX століття поняття Побережжя, за різними інтерпретаціями, охоплювало: Брацлавський, Гайсинський, Ольгопільський і Балтський повіти, або Ямпільський, Ольгопільський, Балтський повіти й частину Могилівського повіту. Михайло Грушевський у 1917 році пропонував віднести до Побережжя Ольгопільський і Тираспільський повіти та частини Ямпільського, Балтського й Ананьївського повітів.

## Історія

### IX—XIV століття
За Павлом Чубинським та Костянтином Михальчуком, між Південним Бугом та Дністром до річки Ушиця на північному заході жили тиверці, які рано увійшовши в політичні зв'язки з полянами, стали предками пізніших жителів Побережжя. Катерина Мельник-Антонович вказувала, що під час походів князя Олега територію нинішнього Побережжя населяло слов'янське плем'я уличів, яке мешкало вгору по Дністру; відтак усі відомості про уличів припиняються. Після монгольської навали, тобто в XIII та XIV століттях, ця південна частина улицької території, ймовірно, була зайнята кочовищами найзахідніших монгольських орд, та після вигнання Золотої Орди великим князем Ольгердом Побережжя разом з усім Поділлям перейшло у володіння князів Коріатовичів.

### XV—XVI століття
У другій половині XV століття, унаслідок поділу Поділля між поляками та литовцями, Побережжя в складі Брацлавського воєводства (південносхідної частини Поділля) увійшло до складу Великого князівства Литовського. Межею Побережжя від польської (західної) частини Поділля була річка Мурафа. Взимку 1489 року на річці Савранка та на прилеглих яланецьких болотах відбулася битва між татарськими військами та військами польського королевича Яна Ольбрахта, яка завершилася перемогою війська королевича; в історіографії битва відома також у зв'язку з першою згадкою місцевих козаків, які вказували дорогу польському королевичу. Через Побережжя пролягав Кучманський шлях, що перетинав територію між Дністром і Бугом і використовувався татарами (кримськими та ногайськими загонами) для набігів на українські землі.
Серед давніх брацлавських зем'янських родів, що занепали в боротьбі з татарами у XV—XVI століттях, Мельник-Антонович виділяла рід Шашкевичів у Комаргороді, рід Чурилів у Джурині, рід Слупичів у Бершаді, рід князів Козарів у Саврані (найсхіднішій окраїні Побережжя) та рід Кішок, власників Красненської та Шпиківської волості. Наприкінці XVI століття, після Люблінської унії, старе руське зем'янство на Побережжі почало поступатися польській та споляченій шляхті: через шлюбні союзи, купівлю або королівське дарування маєтки Чурилів, Кішок та інших отримали у володіння Конецпольські, Збаразькі та інші. Одним із найважливіших укріплених центрів Побережжя з XV століття був Ямпіль, який на початку XVI століття вже був містечком, що мало значні торгові обіги. Спершу містечко належало родові Замойських, відтак перейшло до роду Конецпольських.

### XVII століття
У 1617 році польська армія під проводом гетьмана Жолкевського розташувалася на березі Дністра навпроти турецької армії. Під час переговорів турки висунули умову роззброєння жителів побережанських міст, зокрема Бершаді. Власник Бершаді, князь Юрій Збаразький, пристав на вимогу турків, пославши військовий загін, що розігнав місцеве населення та спалив містечко. У 1648 році подільські міста активно долучилися до повстання Богдана Хмельницького. Ямпіль, звільнившись від влади свого власника, надав посильний контингент для козацького війська та став важливим центром козацького руху. Після укладення Зборівської угоди Ямпіль став сотенним містом Брацлавського полку, увійшовши до складу української держави як крайній по Дністру пункт свого полку. У 1650 році Богдан Хмельницький із сином та в супроводі війська з 20 000 татар та 16 000 козаків влаштовував табір неподалік Ямполя, повертаючись із першого молдавського походу.
На 1651 рік польське військо за умовами Зборівської угоди повернулось у сусіднє Подільське воєводство та незадоволене утисками поляків місцеве населення піднялося на нове повстання, у ході якого польське військо спершу захопило кілька північних міст і містечок: Красне, Шаргород, Мурафу тощо, а відтак розграбувало та спалило Ямпіль, вирізавши всіх мешканців. За свідченнями, у Ямполі загинуло приблизно 10 000 чоловік, місцевих і приїжджих. У 1652 році в Ямполі зупинявся із загоном своїх козаків Тиміш Хмельницький, очікуючи переправи на румунський берег перед одруженням із Розандою, дочкою молдавського господаря Василя Лупула. Після відсторонення Лупула від молдавського престолу, той разом із зятем, що прибув йому на порятунок, розбили об'єднане військо трансильванців і волохів та сховалися в Ямполі, де на них чекав полковник Носач із загоном з 16 000 козаків та 1500 татар, якого Богдан Хмельницький вислав на допомогу.
Під час російсько-польської війни 1654—1667 років один із татарських загонів, що спустошував Подністров'я, на початку 1657 року пограбував Ямпіль і вирізав усе населення міста. Станом на 1660-ті роки територія Брацлавського полку дещо скоротилася: від нього відокремилися всі подністрянські поселення, зокрема Ямпільська сотня, які склали новий полк, Могилівський, що також називався Подільським і Подністрянським. Після укладення гетьманом Дорошенком союзного договору з Османською імперією, турки поширили свою владу на Поділля, осівши в його придністровській частині. Головним їхнім центром була столиця краю Кам'янець; крім того, вони тримали сім дністровських бродів (переправ через Дністер), у тому числі Ямпіль та інші міста й містечка в басейні Дністра. Період панування турків на Поділлі тривав приблизно 27 років. Ще перед відходом турок, Побережжя з 1690 року знову увійшло до складу Подільського полку майже в повному обсязі, від Могилева до впадіння річки Ягорлик у Дністер, визнавши над собою владу новопоставленого гетьмана Самуся.

### XVIII століття
У ході антипольського повстання Палія 1702 року місцевий осадчий Білецький підняв селян у Побережжі, від Ягорлика до Китайгорода, очоливши їх під іменем полковника Шпака. Його владу над собою визнав Ямпіль, інші придністрянські міста пристали до інших ватажків. На запрошення делегацій із Побережжя і Брацлавщини туди відправився також зі своїм загоном пасинок Палія Семашко, якому за короткий час підкорилися близько двадцяти волостей Побережжя. У ході придушення поляками повстання на початку 1703 року південні подністрянські полки, не чекаючи на наближення ворога, якому вони не могли протиставити належної сили, почали відходити за Дністер до Молдави; за ними послідувало осіле населення сіл, містечок і міст. За короткий час спорожніло все побережжя Дністра від Жванця до Ягорлика. Спустошивши північ Поділля та діставшись Побережжя, поляки виявили відсутність місцевих жителів і відправили депутацію до молдавського господаря, яка мала б просити про видачу їхніх підданих та зрештою не мала успіху.
У 1703 році, після оголошення поляками загальної амністії селянам, як уцілілим на Поділлі, так і тим, що проживали в Молдаві, та з відходом польського війська місцеве населення почало повертатися на Побережжя, знов визнаючи владу Палія. З 1704 року Побережжя, як і вся Правобережна Україна, було підпорядковано гетьману Івану Мазепі, який відкликав із Поділля Шпака з його полком, що почав формуватись. В 1709 році було відновлено колишній Могилівський козацький полк, що охоплював всю південну частину подільської землі; полк очолив Сава Волошин, один із селянських ватажків 1702 року, що повернулись із Молдави.
На початку 1711 року через Дністер, з Молдави на Правобережну Україну, пройшли війська під проводом Пилипа Орлика, що складались із буджацьких та білгородських татар, поляків і запорожців. У результаті невдалого походу Орлик повернувся назад за Дністер, до Молдави, а його місце посіло московське військо, яке, прямуючи на Туреччину, підпорядковувало край Московії. Після Прутського походу 1711 року, що завершився невдачею для московського війська, Петро I видав указ, за яким уся Правобережна Україна мала відійти до Польщі, а все її населення мало перейти на лівий берег Дніпра. Зокрема, так були зігнані й мешканці подністрянських міст і містечок, починаючи з найзахідніших. З приватного листування Петра I з Меньшиковим відомо, що останньому було подаровано у власність велику кількість мешканців Подністров'я після їх переведення до Гетьманщини. Із завершенням виселення та поверненням поляків в Україну й на Побережжя, на території всього Могилівського полку нараховувалося 76 душ усього населення із жінками та дітьми, яким вочевидь вдалось уникнути насильницького переселення за Дніпро.
Наприкінці 1733 року на Побережжі розпочалося гайдамацьке повстання під проводом полковника Верлана, що був начальником надвірної міліції в Шаргороді, маєткові сандомирського воєводи, князя Любомирського. Невдовзі в околицях Ямполя утворився окремий численний загін із селян під проводом Стефана Кифи, ротмістра надвірної міліції князя Четвертинського, що визнавав полковника Верлана за старшого начальника. На запрошення Верлана окремі дворяни-поміщики Побережжя також отримували начальство над загонами гайдамаків в обмін на охоронні грамоти на свої маєтки. Під час Коліївщини 1768—1769 років територія Побережжя була зайнята польським військом, стягнутим з усіх руських воєводств Речі Посполитої на береги Дністра для захисту від вторгнення барських конфедератів, відтиснутих до Молдави спільними зусиллями росіян та поляків. На головну квартиру начальника польського корпусу в селі Серби (між Ямполем, Могилевом і Шаргордом) були доставлені захоплені в полон російськими військами ватажки та учасники Коліївщини та організований над ними воєнний суд. Гайдамаків розвозили для страти різними містами й містечками всього Побережжя.
У 1794 році Поділля було анексоване Російською імперією. Територія Побережжя увійшла спочатку до Брацлавського намісництва та невдовзі до складу Подільської губернії.

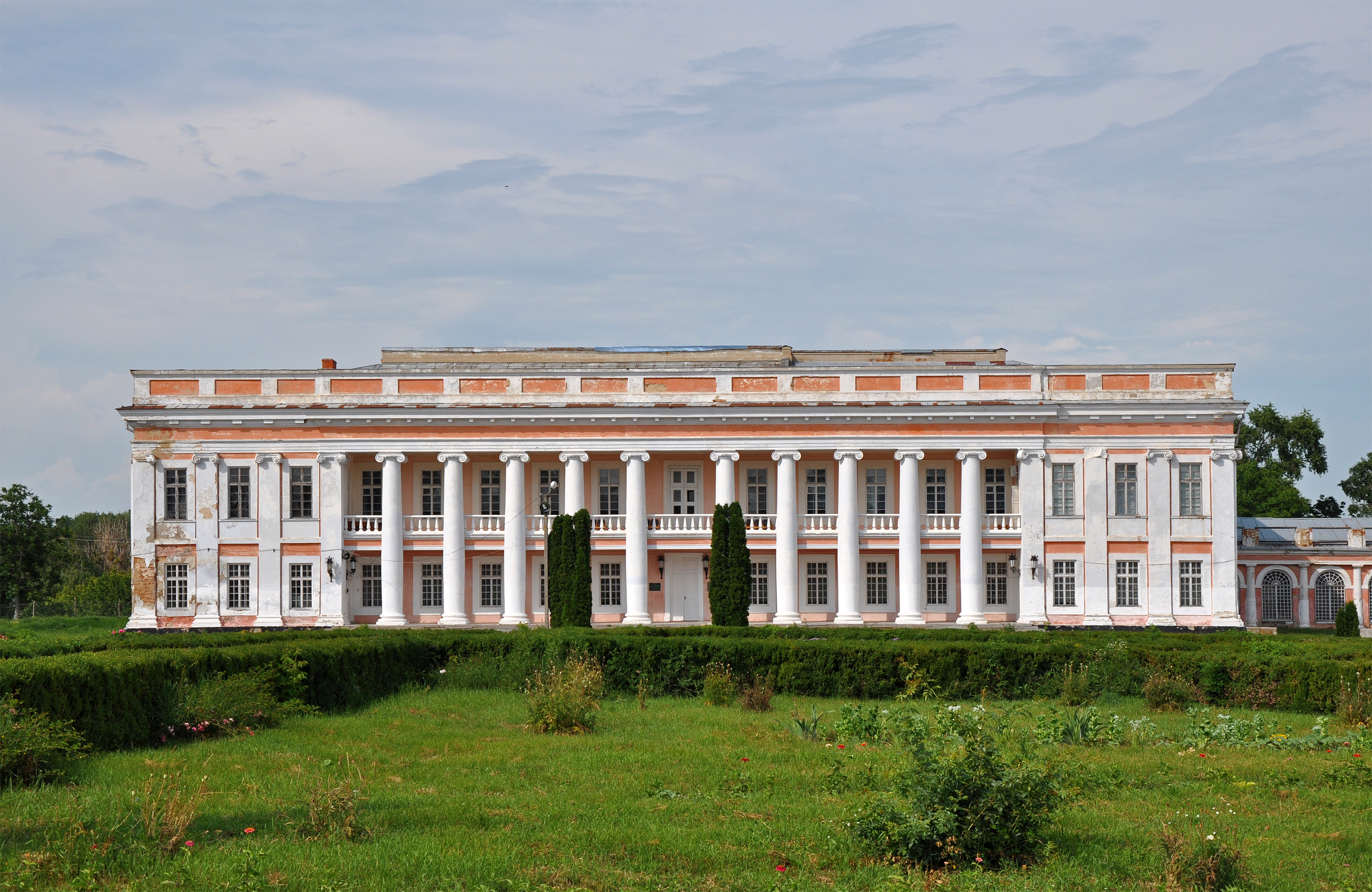
Палац Потоцьких у Тульчині (1757)
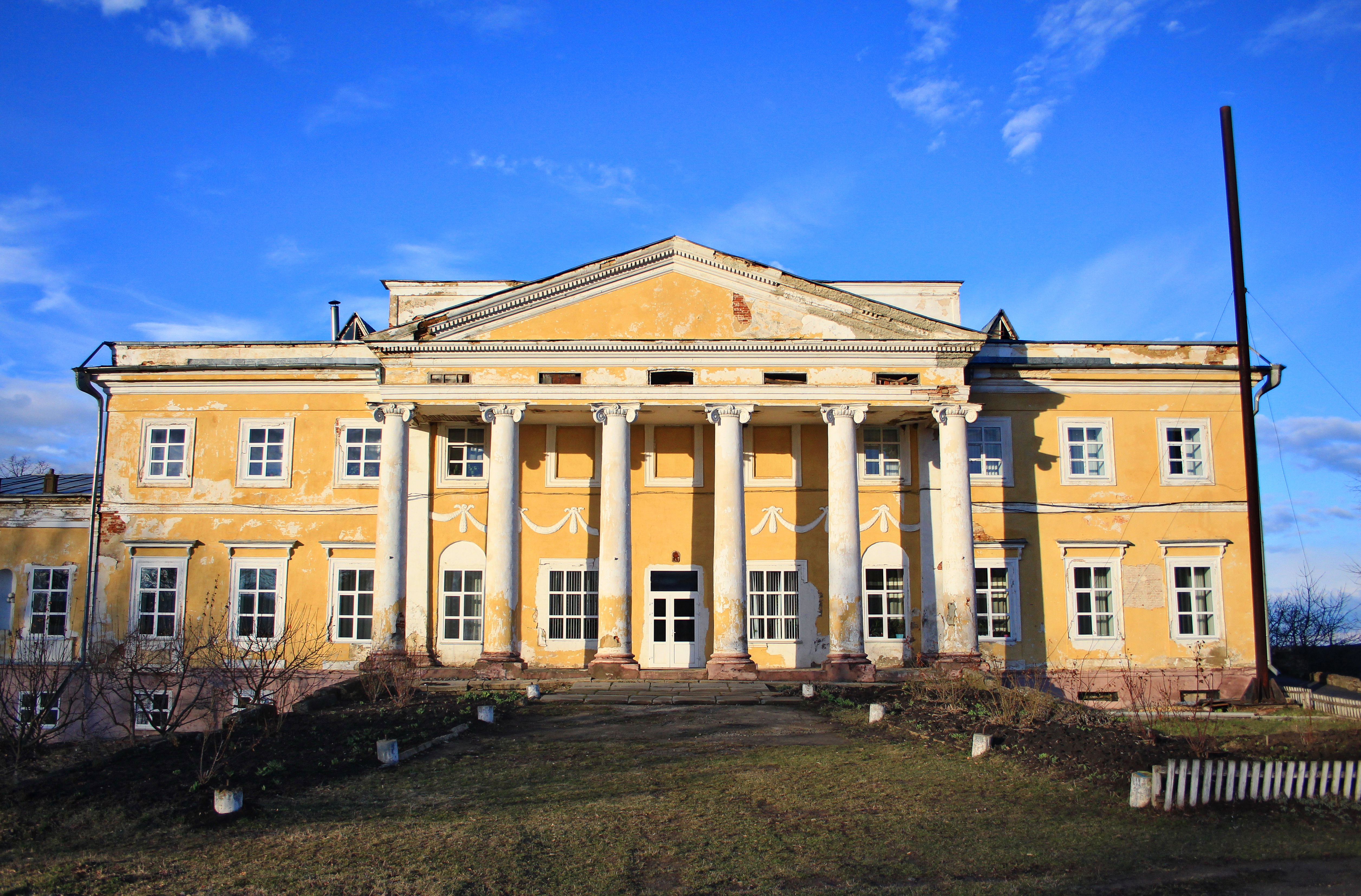
Палац Чорномських у Чорномині (XIX ст.)
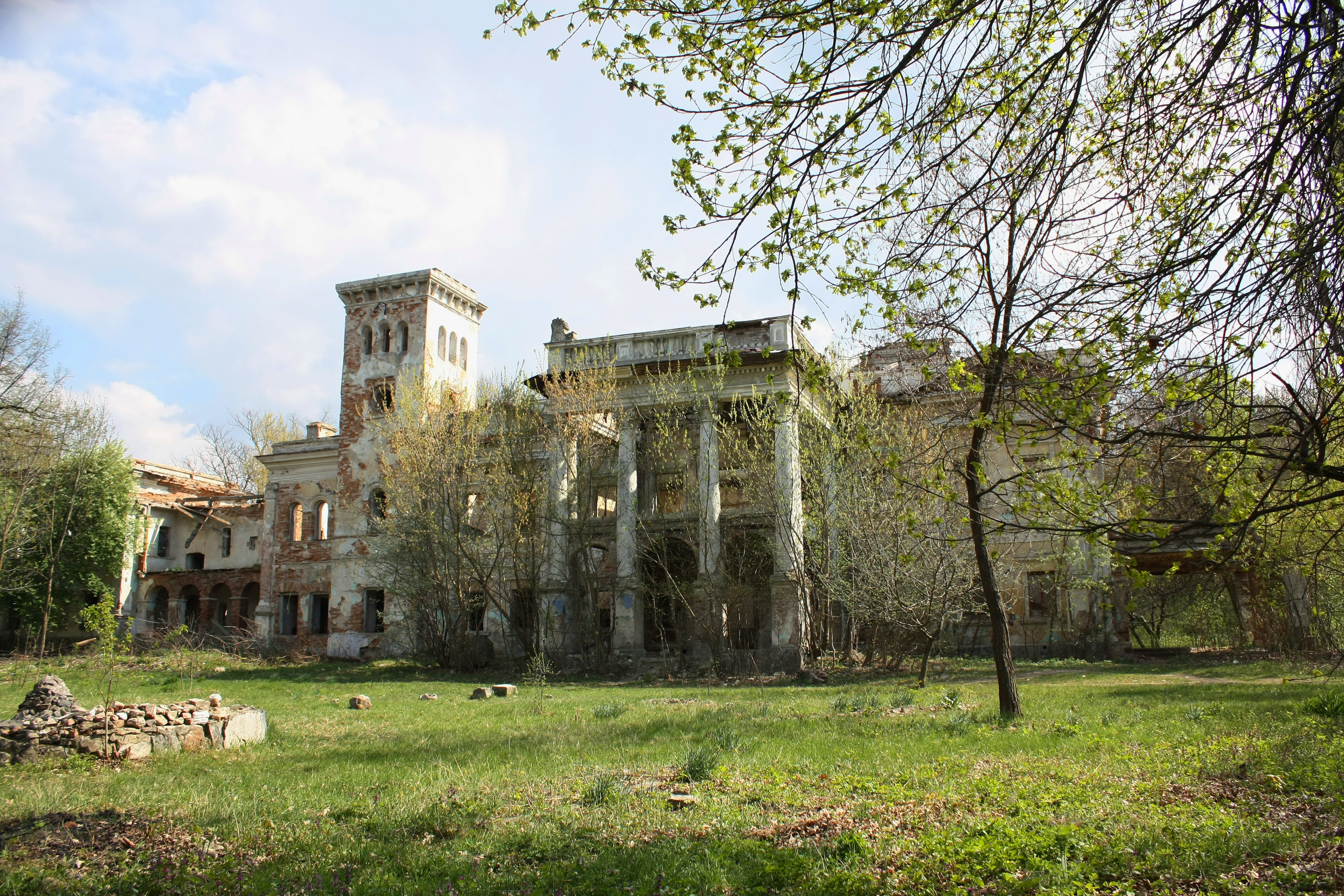
Палац Собанських в Ободівці (1840⁠—⁠1900)
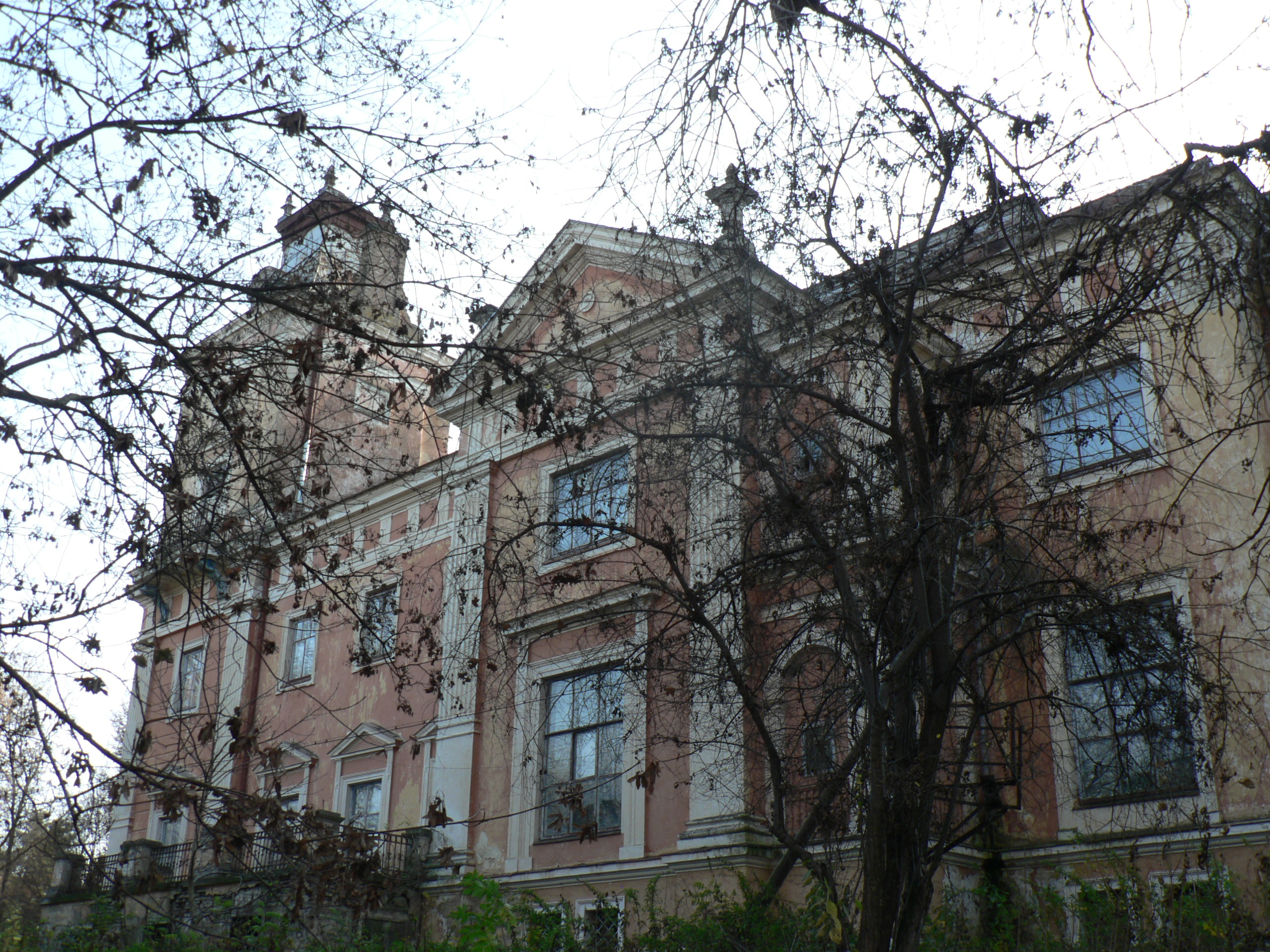
Палац Собанських у Верхівці (кін. XIX ст.)

## Економіка
У XVII й у першій половині XVIII століття центральним пунктом дністровського Побережжя було містечко Ямпіль, зокрема завдяки переправі на Дністрі, що вважалась однією з найкращих на Побережжі. З XVII століття у Ямпіль доставлявся весь зерновий хліб із Ямпільського та найближчого до нього повітів, перевантажувався на галери і звідси сплавлявся Дністром до Бендер, Аккермана та Маяків до лиману. Таким шляхом хлібна торгівля, переважно пшеницею та кукурудзою, йшла до другої половини XIX століття, коли з прокладенням Південно-Західної залізниці рух Дністром значною мірою послабився і Ямпіль почав втрачати значення хлібної пристані. Натомість хліб почав доставлятися на найближчі залізничні станції, звідки йшов в одеський порт.
Крім звичайної в містах торгівлі необхідними предметами та мануфактур, Ямпіль у другій половині XIX століття також провадив значну торгівлю лісом та дерев'яними виробами, переважно з ялини; усе це сплавлялося Дністром із Галичини. Серед головних промислів було землеробство та садівництво. Крім споживання на місці, у Ямполі та в інших містах і містечках Подністров'я у великій кількості заготовлялися сухофрукти, що були самостійним предметом вивізної торгівлі. Гори навколо Ямполя були покриті виноградниками, з яких щорічно виготовлялось у середньому приблизно 5000 відер бессарабського вина кількох сортів, що розповсюджувалося повітом. У місті працював пивний завод.
Появу перших виноградників у придністровських повітах Поділля пов'язують з ініціативою князя Петра Вітгенштейна вирощувати виноград на власних землях у Могилеві, Кам'янці та довколишніх селах. Для догляду поміщицьких насаджень у 1830-х роках було залучено німецьких та французьких спеціалістів, досвід яких перейняли місцеві селяни. Наприкінці ХІХ століття на подільському побережжі Дністра нараховувалося приблизно 320 десятин (350 га) виноградників, що розміщувалися переважно на селянських присадибних ділянках та непридатних для хліборобства землях (ярах, кам'янистих пагорбах). У 1887 році із виноградних насаджень Могилівського, Ямпільського та Ольгопільського повітів було отримано 18 550 відер вина. Упродовж кінця ХІХ — початку XX століть врожай винограду суттєво постраждав від філоксери (шкідника винограду).
У першій половині XIX століття на Побережжі розвивалося вівчарство: у Кисляку 4000 голів саксонських овець тримав герцог Ангальт-Кетенський, у Вільшанці 6000 овець із королівської саксонської вівчарні в Ломені тримав пан Барчевський, у Баланівці пан Ієронім Собанський привіз кілька тисяч овець із вівчарні в Ломені та із заводів графа Гогенталя в Саксонії та Гаугвіца в Моравії. Балта (раніше Юзефґрод) була відома своїми ярмарками диких коней і худоби. У другій половині XIX століття місцева територія зазнала значних змін, зокрема в результаті розвитку цукрової промисловості; були побудовані цукрові заводи в Соколівці, Чечельнику й Чорномині.

## Населення
На початку XIX століття Карл Екстер, вказуючи, що основне населення Подільської губернії складалося з давніх племен слов'янських русів, сарматів та полян, зазначав, що в побережних поселеннях біля річки Дністер оселилося багато волохів і молдован. Станом на 1913 рік молдовани (мультанці), колишні виселенці з-за Дністра, продовжували проживати подекуди в Ольгопільському, Ямпільському й Балтському повітах. Чимало з них українізувалися, прийнявши українську мову й культуру, однак до 30 тисяч молдавського населення користувалися молдовською мовою.
Контактування носіїв слов'янського і східнороманського населення призвело до утворення соціокультурного простору з відчутним молдавським впливом, особливо в придністровській зоні Балтського повіту. У свідченнях про Побережжя кінця XIX століття вказується, що місцеві жителі в певній відстані від дністровського узбережжя ідентифікували себе як «молдовани», відокремлюючи себе як від власне молдован та румунів Бессарабії, так і від решти подолян, яких позначали «руснаками». Юліян Талько-Гринцевич наприкінці XIX століття виокремлював побережан як окрему від подолян групу населення Поділля, у його східній частині.
Екстер зазначав, що основною мовою сільського населення в Балтському, Ольгопільському, Ямпільському, Гайсинському та Брацлавському повітах була українська. Павло Чубинський та Костянтин Михальчук виділяли на території Побережжя побережно-подільське різноріччя (говір) як одне з різноріч південноукраїнського піднаріччя.
Взимку 1890 року Талько-Гринцевич провів дослідження 121 чоловіка, ідентифікованих ним як побережани, що прийшли з Гайсинського повіту (сіл Гранів, Леухи, Слободище, Кисляк та Карбівка). Дослідження було проведено на цукроварні біля Вільхівця Звенигородського повіту, куди опитувані прийшли на заробітки. Середній зріст досліджених побережан становив 166,19 см, що збігалося із середнім зростом подолян (166,65 см) та українців (166,65 см) на той час.

## Фольклор
У п'єсі-водевілі «Потрійне весілля», написаній Францішеком Князьніним у 1780-х роках для домашнього театру князів Чарторийських у Пулавах, фігурує персонаж козак Захаренко, який співає українських пісень, зокрема згадуючи Побережжя:

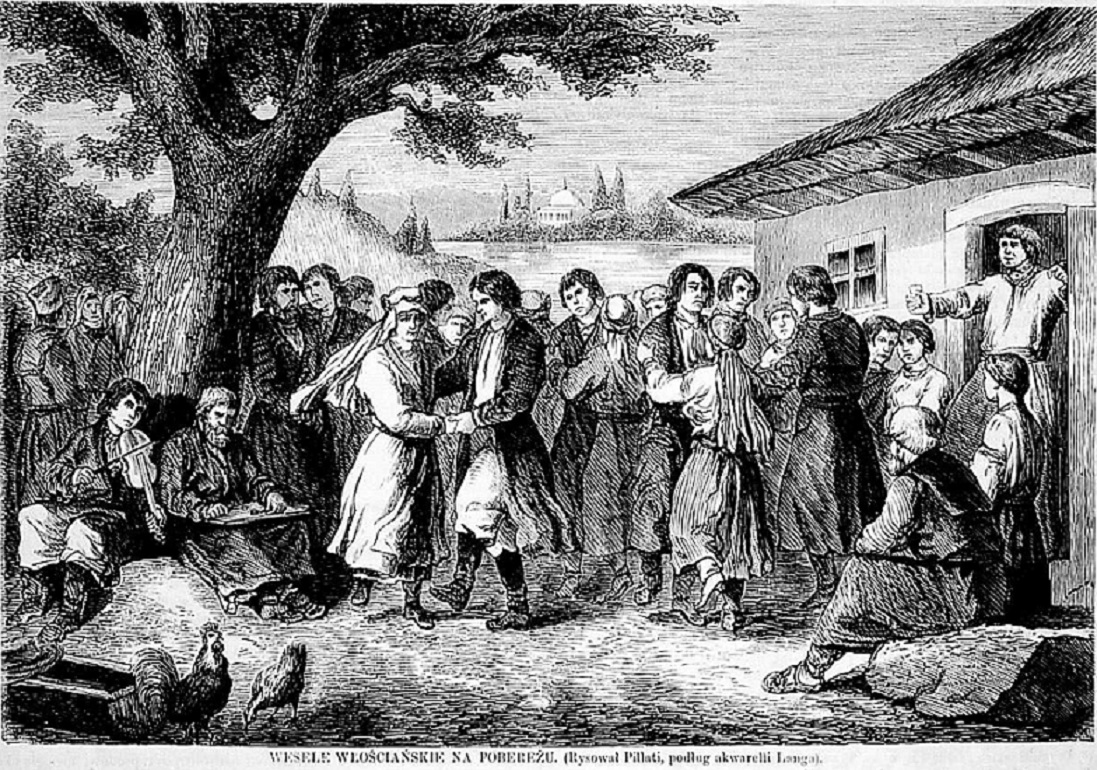
Гравюра «Селянське весілля на Побережжі» у варшавському журналі Tygodnik Illustrowany (1861)

Видозмінена пісня із цим куплетом, під назвою «Гей я козак з України», увійшла як народна до збірки «Пісні польські й руські люду галицького» Вацлава Залеського, опублікованій 1833 року у Львові, а Антоній Венярський наводив видозмінену частину куплету зі згадкою Побережжя як місцеву пісню у своєму нарисі про весільні обряди селян Побережжя, опублікованому у варшавському тижневику Tygodnik Illustrowany 1861 року. Іван Франко, цитуючи співанку за Залеським, наводив її як приклад зв'язків між Україною і Галичиною в період від розділу Польщі до 1848 року.
Венярський писав, що у своїх звичаях побережці мали багато спільного з населенням Червоної Русі (Галичини), Поділля та Наддніпрянщини. Описуючи місцеві весільні обряди, він писав, що весільна церемонія супроводжувалася грою на цимбалах, басетлях та скрипках; танцювали найчастіше так звану шумку, або хоровод, що починався як полонез.
За свідченнями на кінець XIX століття із села Велика Кісниця, центральною темою місцевих переказів, що визначались як характерні для Побережжя, була пам'ять про набіги турків і татар та захоплення ними мешканців у полон. Пам'ять про ці набіги була пов'язана і з могилами (курганами) на місцевих полях, які, за переказами, служили сторожовими пунктами для спостереження за рухом турків і татар. Чумацький Шлях (як небесне явище) називався «дорогою в Туреччину». Крім цього, спустошливі повені (потопи), часті в минулому, вірогідно сприяли виникненню місцевого повір'я, за яким «Ністер не руше, поки живої душі не возьме», тобто Дністер не скресне без людської жертви; та місцевої приказки: «Де вода була, там і прибуде».

## Художній образ
У XVIII столітті через часті гайдамацькі повстання в польській мові набув відомості вислів «як на Побережжі» (пол. „jak na Pobereżu“), що мало означати край, відданий на поталу сваволі та розбійництву. У другому томі книги Starożytna Polska Міхала Балінського та Тимотеуша Ліпінського, опублікованому 1845 року у Варшаві, подавався такий опис Побережжя: